# قائمة شخصيات كود غياس
هذه هي قائمة الشخصيات الخيالية من سلسلة أنيمي التلفزيون اليابانية، كود غياس.

## شخصيات رئيسية

### لولوش لامبيروج
العمر : 17 سنة
الجنس : ذكر
تاريخ الميلاد : 5 ديسمبر 1999
القومية : بريطانيا (Britannian)
المهنة : طالب في أكادمية أشفورد
والده : تشارلز دي بريتانيا
والدته : ماريان في بريتايا
المركبة : بوراي، جوين
نبذه عن لولوش :
ظهر لولوش في أول حلقة من هذه السلسلة كطالب في أكاديمية أشفورد وأحد أعضاء مجلس الطلبة. وهو ذكي جداً ومحترف في لعبة الشطرنج ، يعيش مع شقيقته الصغرى نانالي في منزل داخل مجمعات أكادمية أشفورد ولديه خادمة تخدم أخته تدعى ساياكو.
حصل لولوش على قوة الجياس من c.c عندما قبض عليه من قبل القوات البريطانية وأرادوا قتله ، فقامت c.c بعقد صفقة معه حصل بموجبها على القوة والتي يستطيع من خلالها أن يأمر أي شخص بتنفيذ أوامره وبذلك استطاع قتل الذين قبضوا عليه والهرب.

### سوزاكو كوروروغي
صديق لولوش القديم الذي قتل أباه وانضم إلى بريطانيا وهو ياباني الأصل يقود مركبة لانسلوت وهو من فرسان المستديرة

### سي سي
فتاة غامضة تظهر في الحلقة الأولى تعطي لولوش قوته المعروفة باسم غياس وتمتلك رمزا يمنعها من الموت

### كارين كوزوكي
طالبة في أكاديمية أشفورد وأحد أعضاء مجلس الطلبة ، وهي من منظمة الفرسان السود. تحترم زيرو كثيراً وتدافع عنه.

### نانالي لامبيروج
أخت لولوش الوحيدة تحب أخاها وصديقه سوزاكو، فقدت بصرها نتيجة صدمة تعرضت لها حيث ماتت أمها أمام أعينها وهي لا تستطيع المشي أيضاً ، لطيفة وهادئة

### رولو لامبيرج
ليس له صلة قرابة مع لولوش لكنه يظهر كأخيه في الجزء الثاني عندما يفقد لولوش ذاكرته

## مجلس طلاب أكاديمية أشفورد

### شيرلي فينيت
شيرلي طالبة مبتهجة ومتفائلة في أكاديمية أشفورد وعضوة في مجلس الطلبة فيها. وكانت أيضا في نادي السباحة في المدرسة. تذهب شيرلي من طريقها إلى جعل الآخرين يشعرون بالقبول، لأنها كانت أول طالب حاول الاقتراب بسوزاكو بعد انتقاله إلى المدرسة. وهي معجبة بلولوش، ولكن وجدت أنه من الصعب للغاية الحصول على انتباهه.

### ميلي أشفورد
رئيسة مجلس الطلبة في أكاديمية أشفورد ،شخصية مرحة

### ريفال كارديموند
صديق لولوش المقرب يحب ميلي أشفرود ،دائما ما يقود دراجة نارية يمتاز بحس فكاهته ودمه الخفيف

### نينا أينشتاين
فتاة لطيفة تعشق التكنولوجيا كما أنها تحب الاميرة يوفيميا كثيرا لأنها أنقذتها

### آرثر
قط سوزاكو لونه رمادي دائما ما يحب أن يعض سوزاكودون غيره وجدته يوفي في الشارع وعالجته فأصبح لا يفارق سوزا

## الفرسان السود

### كانامي أوغي
شخصية قائدة إذ كان يقود الارهابيين قبل زيرو

## الإمبراطوريةالبريطانية المقدسة

### العائلة المالكة البريطانية

#### شارل زي بريطانيا
والد لولوش يعتبر شخصية قاسية ويمتلك غياس تجعل الجميع ينساع لاوامره

#### شنايزل إل بريطانيا
أخ لولوش وابن شارل, ذكي جدا
بريطانيا

#### يوفيميا لي بريطانيا
نانالي فيا بريطانيا
كورينيليالي بريطانيا وهي اخت يوفيما

## شخصيات أخرى

### ماو
يحاول قتل لولوش ويمتلك قوة جياس تمكنه من قراءة الأفكار حصل عليها بعد عقد الاتفاق مع سي سي

### ناوتو كوزوكي
شقيق كارين (ميت)